# Macrocarsia hebraica
Macrocarsia hebraica là một loài bướm đêm trong họ Noctuidae.